# 472b South Lochboisdale

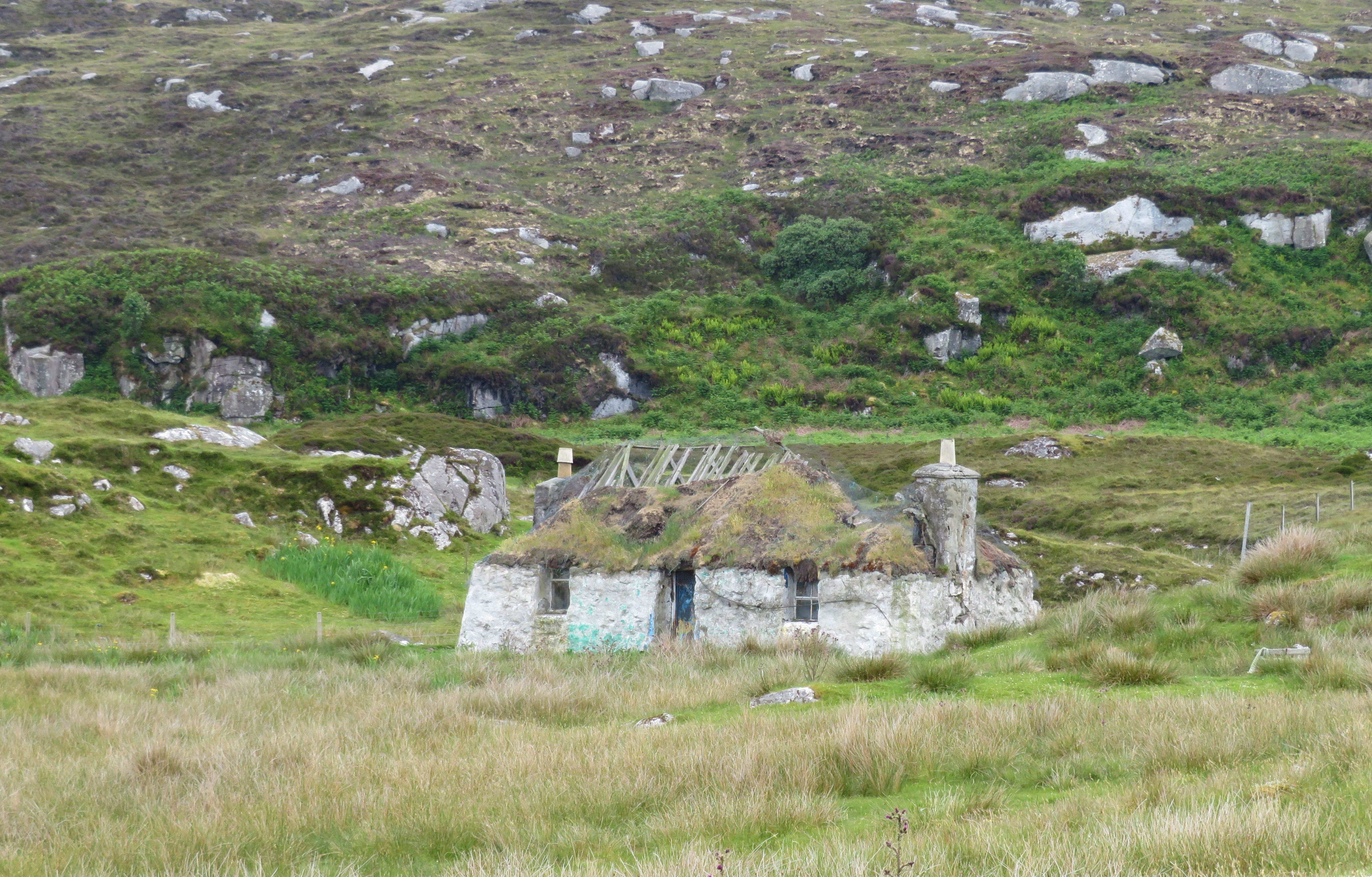
472b South Lochboisdale

Unter der Adresse 472b South Lochboisdale auf der schottischen Hebrideninsel South Uist befindet sich ein Cottage. 1980 wurde das auch als Bards House bezeichnete Gebäude in die schottischen Denkmallisten zunächst in der Kategorie B aufgenommen. Die Hochstufung in die Kategorie A erfolgte 2019. Des Weiteren ist ein zugehöriges Cottage als Kategorie-C-Bauwerk klassifiziert.

## Geschichte
Bis 1838 stand die Insel unter der Herrschaft des Clan Ranald. In diesem Jahr erwarb John Gordon of Cluny South Uist und vererbte die Insel innerhalb der Familie weiter. Zur Gewinnung von Weidefläche ließ dieser in den folgenden Jahrzehnten zahlreiche Inselbewohner vertreiben. Eine Karte aus dem Jahre 1805 zeigt am Südufer von Loch Boisdale drei kleine Siedlungen. Im Zuge der Umsiedlung im mittleren 19. Jahrhundert scheinen diese Siedlungen in kleine Crofts unterteilt worden zu sein. Als Wohnbehausung nutzten Crofter üblicherweise Cottages, wie sie auch 1877 in dem Gebiet beschrieben wurden. 1887 wurden dort 18 sehr kleine Crofts berichtet.
Erstmals ist 472b South Lochboisdale auf der ersten Karte der Ordnance Survey, die 1878 erstellt wurde, verzeichnet. Von zwei zugehörigen Gebäuden war 1901 nur noch eines vorhanden; das zweite wurde zu einem späteren Zeitpunkt ebenfalls abgetragen. Dòmhnall Aonghais Bhàin, der Inselbarde, bewohnte das seitdem leerstehende Cottage bis zu seinem Tod im Februar 2000. Von den 54 erhaltenen traditionellen Cottages auf den Äußeren Hebriden befinden sich 19 auf South Uist. Im Unterschied zu den meisten historischen Cottages liegt 472b Lochboisdale weitgehend unverändert und ohne signifikante Renovierung oder Erweiterung vor. 2016 wurde das leerstehende Gebäude in das Register gefährdeter denkmalgeschützter Bauwerke in Schottland aufgenommen. Insbesondere sein Dach befindet sich in einem sehr schlechten Zustand, wodurch auch das Eindringen von Wasser in das Mauerwerk begünstigt wird. Das Risiko auf Verschlechterung des Zustands wird als hoch eingestuft.

## Beschreibung
472b Lochboisdale steht isoliert abseits der Stichstraße entlang des Südufers von Loch Boisdale in der Streusiedlung South Lochboisdale. Ein kurzes Stück nördlich befindet sich das Cottage 472a South Lochboisdale. Es handelt sich um ein kleines, eingeschossiges Cottage im inseltypischen Stil. Zum Schutz vor der Witterung sind die Gebäudekanten gerundet ausgeführt. Seine nordwestexponierte Hauptfassade ist drei Achsen weit. Zwei Fenster umgeben die zentrale Eingangstür. Das Mauerwerk von 472b Lochboisdale besteht aus Feldstein und ist gekalkt. Bei dem teilweise erhaltenen Dach handelte es sich um ein strandhafer-gedecktes Walmdach, das mit einem Drahtnetz und beschwerenden Steinen fixiert war. Vor beiden Walmen erheben sich traufständige Kamine.

### Nördlich gelegenes Cottage
Das Cottage von 472b Lochboisale steht nördlich des Hauptgebäudes in Straßennähe. Es handelt sich um ein kleines, eingeschossiges Cottage im inseltypischen Stil. Seine südwestexponierte Hauptfassade ist drei Achsen weit. Zwei Fenster umgeben die zentrale Eingangstür. In seine Nordost- und Nordwestfassaden sind jeweils ein Fester eingesetzt. Das Mauerwerk des Cottages ist aus Feldstein aufgemauert. Bei dem eingebrochenen Dach handelte es sich um ein strandhafer-gedecktes Walmdach, das mit einem Drahtnetz und beschwerenden Steinen fixiert war. Vor beiden Walmen erheben sich traufständige Kamine mit quadratischen Grundflächen.